# نموذج المحاكاة
النموذج : مجموعة من الافتراضات عن طريقة عمل النظام والذي غالبا ما ياخذ نموذج أو شكل رياضي أو علاقة منطقية، لتشكل نموذجاً، يستخدم لمحاولة كسب المزيد من الفهم لطريقة تصرف النظام المقابل «ويعني ان النموذج يفسر العلاقات الرياضية بين المدخلات والمخرجات».أو يفسر نموذج «متماثل أو محاكي» للشكل الاصلي أو العمل بينهما.
'نمذجة المحاكاة' : هي عملية إنشاء وتحليل نموذج أولي رقمي لنموذج مادي للتنبؤ بأدائه في العالم الحقيقي. تُستخدم نمذجة المحاكاة لمساعدة المصممين والمهندسين على فهم ما إذا كان جزء ما قد يفشل وتحت أي ظروف وبأي طرق يمكن أن يتحملها. يمكن أن تساعد نمذجة المحاكاة أيضًا في التنبؤ بأنماط تدفق السوائل ونقل الحرارة. يقوم بتحليل ظروف العمل التقريبية من خلال تطبيق برنامج المحاكاة.

## النموذج
ھو تجرید للنظام یتكون من تجمع لمعلومات حول النظام لغرض دراسته. ولدراسة نظام ما یجب ان نكون أو نبني نموذج Model لوصف ھذا النظام لغرض إجراء تجارب للإجابة علي أسئلة وإفتراضات لایمكن إجرائھا علي النظام مباشرة وذلك حتي لایضطرب النظام الأصلي ویحدث إرتباك في عمله یؤدي الي تغییر النظام وفقدانه لخواصه الأصلیة كما ان دراسة النموذج بدلا من النظام تمكن من تجربة عدة حوارات حول النظام وذلك بإعادة النموذج الي الحالة الأصلیة عند إجراء كل حوار بعكس النظام الأصلي الذي إذا تغیر لایمكن إعادتة مرة أخرى لحالتة الأصلیة فمثلا لدراسة نظام إقتصادي بتغییر سیاسات العرض والطلب قد یؤدي الي نتائج لایمكن عكسھا.
كما أن النموذج یمكن ان یدرس في أزمنة إفتراضیة فمثلا یمكن إجراء محاكاة للنظام باستخدام النموذج ومعرفة بعض تصرفات النظام لفترات عدة اشھر أو سنین في دقائق قلیلة. وكذلك یمكن عن طریق النموذج دراسة النظام قبل إنشائه ووجوده اصلا فمثلا نرید بناء مصنع ولدینا عدة خیارات للبناء فلتحدید أي خیار أفضل نكون نموذج لكل خیار ونحاكي تصرف المصنع تحت ھذه الخیارات.

## اسباب استخدام النموذج
الاسباب لاجراء النماذج:
1. لدراسة تصرف النظام إذا كان في حالته الاصلية أو كان غير متاح.
2. دراسة النموذج إذا ما كان أسهل، اسرع، أكثر امانا مقارنة بالنظام الحقيقي.
3. لمساعدتنا على التصور أو تنظيم وتصميم افكارنا.
4. لمساعدتنا على توصيل افكار تصاميمنا إلى الاخرين.
5. يمكننا تجربة الافكار الموسعة على النموذج.
6. لإعطاء التدريب الازم للمتدريب (مثل السفر للفضاء)[2]

## النموذج بالمحاكاة
والمحاكاة تعتمد على تطویر نموذج للنظام الحقیقي، ھذا النموذج یكون على شكل مجموعة من الفرضیات التي تتعلق بعمل النظام وھذه الفرضیات تكون على شكل علاقات ریاضیة أو منطقیة أو رمزیة Symbolic بین كائنات النظام بعد تطویر وتفعیل validate النموذج نستخدمه لإجراء بعض التجارب التي لایمكن إجرائھا على النظام الحقیقي وذلك لغرض ملاحظة وإستنتاج التغیرات والتفاعلات المختلفة التي قد تطرأ على النظام في حالة إجرائھا علیه في الحقیقة.
بناء نموذج للنظام یعتبر فنا بالإضافة إلى انه علم وذلك لأنه لیس من الممكن اعطاء مجموعة من التعلیمات والتي ستقود بالضرورة إلى بناء نموذج في كل حالة ولكن ھناك خطوط رئیسیة یمكن الإھتداء بھا. إن فن النمذجة يعزز بالمقدرة على تجرید الخواص الأساسیة للمشكلة لإختیار وتطویر الفرضیات الأساسیة والتي تمیز النظام ومن ثم إغناء وزیادة تفاصیل النموذج حتى نحصل على تقریب جید للنظام ونتائج مقبولة وقابلة للتطبیق، ولھذا فمن الضروري البدء بنموذج بسیط ثم زیادة التفاصیل المھمة حسب الضرورة حتى نصل إلى درجة التعقید المطلوبة والتي لایجب ان تزید عن الھدف المراد مع الأخذ في الإعتبار انه لیس من الضروري ان یكون النموذج صورة طبق الأصل للنظام الحقیقي بل ان روح النظام الحقیقي ھي المطلوبة، كما ینصح بأن یكون المستفید من النموذج مشاركا في جمیع ھذه المراحل وذلك لأخذ وجھة نظرة في الإعتبار ومساعدته على فھم واستخدام النتائج.

## استخدامات نمذجة المحاكاة
تسمح نمذجة المحاكاة للمصممين والمهندسين بتجنب البناء المتكرر لنماذج مادية متعددة لتحليل التصاميم للأجزاء الجديدة أو الحالية. قبل إنشاء النموذج الأولي المادي، يمكن للمستخدمين التحقق من العديد من النماذج الرقمية. باستخدام هذه التقنية، يمكنهم:
- تحسين هندسة الوزن والقوة
- حدد المواد التي تلبي متطلبات الوزن والقوة والميزانية
- محاكاة فشل الجزء وتحديد ظروف التحميل التي تسببها
- قم بتقييم الظروف البيئية القاسية أو الأحمال التي لم يتم اختبارها بسهولة على النماذج المادية، مثل حمل الصدمات الزلزالية
- تحقق من حسابات اليد تحقق من سلامة نموذج مادي وبقاءه على قيد الحياة من قبل.[3]

## عناصر نموذج المحاكاة
تعتمد بحوث العمليات بصفة أساسية على النماذج الرياضية الرقمية، وتتكون نموذج المحاكاة الرياضية بصفة عامة من العناصر الأساسية الآتية:
1. نظم الفرعية المختلفة للنظام ككلت النموذج وهي ببساطة عبارة عن المكونات.
2. تستخدم في القيام بمتغيرات النموذج وهي الربط مابين مكونات النظام، وتنقسم المتغيرات إلى المتغيرات الداخلية والمتغيرات الخارجية، إذ توجد متغيرات القرار.
3. الثوابت والمعلمات وهي الفروض أو الثوابت التي تؤثر على المتغيرات الداخلية ولكنها تختلف عن المتغيرات الداخلية في كونها ثوابت وليست متغيرات.
4. العلاقات الدالية وهي التي تقوم عادة بوصف تفاعل متغيرات ومكونات النموذج.[2]

## نمذجة محاكاة سير العمل النموذجي

### جمع البيانات
أهم خطوة في بناء النموذج هو جمع البيانات، ھناك تفاعل حقیقي بین بناء النموذج وجمع البیانات الضروریة للمدخلات فبقدر دقة وصحة البیانات المدخلة یتقرر صحة ودقة النموذج وبالتالي المخرجات والنتائج كما یجب جمع البیانات للمدخلات أثناء وضع الخطوط الرئیسیة للنموذج وزیادتھا حسب تطور تعقید النموذج كما ان الأھداف الموضوعة تحدد نوع البیانات المطلوب جمعھا فمثلا عند دراستنا لنظام طابور لغرض معرفة طول طابور الإنتظار ومتوسط زمن الإنتظار من اھم البیانات المطلوب جمعھا أزمنة مابین الوصول للزبائن الملتحقین بالطابور لإیجاد توزیع زمن مابین الوصول وأزمنة الخدمة لإیجاد توزیع زمن الخدمة لھم، ومن الضروري معرفة التوزیعات التاریخیة (السابقة) ایضا لتصدیق Validate نموذج المحاكاة.

### ترجمة النموذج
بما ان معظم الأنظمة الحقیقیة تنتج عنھا نماذج تحتاج إلى تخزین كم ھائل من المعلومات وإلى مقدرة حاسوبیة قویة فلھذا یجب ترجمة النموذج إلى شكل مفھوم من الحاسب إما بكتابة البرامج المطلوبة أو استخدام حزمة برامج محاكاة مثل PC/GPSS أو SIMAN أو ARENA أو SIMPROCESS وبرامج المحاكاة المذكورة أكثر قوة ومرونة من البرامج المكتوبة.

### تتبع نموذج المحاكاة
تتبع نمذجة المحاكاة عملية تشبه إلى حد كبير ما يلي:
1. استخدم أداة CAD ثنائية الأبعاد أو ثلاثية الأبعاد لتطوير نموذج افتراضي، يُعرف أيضًا باسم النموذج الأولي الرقمي، لتمثيل التصميم.
2. قم بإنشاء شبكة ثنائية أو ثلاثية الأبعاد لتحليل العمليات الحسابية.
3. يمكن للخوارزميات التلقائية إنشاء شبكات عناصر محدودة، أو يمكن للمستخدمين إنشاء شبكات منظمة للحفاظ على التحكم في جودة العنصر.
4. حدد بيانات تحليل العناصر المحدودة (الأحمال أو القيود أو المواد) بناءً على نوع التحليل (حراري أو إنشائي أو سائل).
5. قم بتطبيق شروط الحدود على النموذج لتمثيل كيفية تقييد الجزء أثناء الاستخدام.
6. إجراء تحليل العناصر المحدودة، ومراجعة النتائج، وإصدار أحكام هندسية بناءً على النتائج.[2]

### التحقق
التحقق ھنا خاص بفحص إذا ما كان البرنامج المترجم للنموذج یقوم فعلا بألإداء المطلوب والصحیح، ففي النماذج المعقدة من الصعب بل من المستحیل ترجمة النموذج بشكله الكامل بنجاح بل یتطلب الأمر الكثیر من التصحیح والتجریب حتى ننتھي إلى برنامج جید ومتحقق من صلاحیته.

### مصدق
التصدیق یكون بتحدید فیما إذا كان النموذج یمثل بشكل دقیق النظام الحقیقي وتتم بمعایرة النموذج وذلك بمقارنته مع النظام الحقیقي وتعدیله إذا لزم الأمر وھي عملیة تكراریة تستمر حتى تكون الإختلافات بین النموذج والنظام الحقیقي مھملة أو غیر مھمة، كما ان ھذه العملیة تعطي بعد نظر وفھم اعمق للنظام الحقیقي والنموذج.

### تصميم التجارب
في ھذه الخطوة نحدد البدائل المراد فحصھا بالنموذج، وغالبا ما تعتمد على النتائج السابقة لإجراء المحاكاة بالبدائل الأخرى، كما یقرر في ھذه الخطوة طول فترة البدء Initialization period وطول إجراءات runs Simulation المحاكاة وعدد التكرارات لكل إجراء.

### والتحلیل الإنتاجیة
وتستخدم ھذه الخطوة لتقدیر مقاییس الأداء Measures Performance للنظام المحاكى.

### التوثيق والتقرير
وھذه خطوة مھمة جدا نقوم فیھا بتوثیق البرامج الحاسوبیة وتوثیق النموذج نفسه حتى یمكن إستخدامھا من أي باحث لاحقا كما انھا مفیدة جدا لمن وضع النموذج اصلا لكي یتذكر تفاصل عمله بعد زمن التقریر ھو الناتج النھائي للعمل كله وھو الذي یقدم إلى صانع القرار ویتكون من النتائج المتحصل علیھا من جمیع الخطوات السابقة ویجب ان یحوي ملخص Summary ونتیجة Conclusion واضحتین لصانع القرار.

### التطبيق
ونجاح ھذه الخطوة یعتمد على نجاح الخطوات السابقة ومدى الإلتزام بتطبیقھا بشكل جید. ویجب مراقبة ومراجعة النظام لفترة لكي نتأكد من مدى نجاح التوصیات النھائیة.